# Kaštelir-Labinci
 Kaštelir-Labinci  (olaszul:  Castellier-Santa Domenica) község Horvátországban, Isztria megyében. Közigazgatásilag Babići, Brnobići, Cerjani, Deklići, Dvori, Kaštelir, Kovači, Krančići, Labinci, Mekiši kod Kaštelira, Rogovići, Rojci, Roškići, Tadini és Valentići települések tartoznak hozzá.

## Fekvése
Az Isztria középnyugati részén, Porečtől 10 km-re északkeletre, a Poreč-Vižinada út mentén fekszik.

## Története
Ezen a vidéken már a bronzkorban is éltek emberek. Ezt bizonyítják a Mirna völgye feletti magaslatokon fellelhető várnyomok, valamint az itt talált halomsírok, melyek gazdag mellékletekkel, cserépedényekkel, csontból, bronzból készített, növényi ornamentikával díszített tárgyakkal és eszközökkel vannak ellátva. A római légiók érkeztével épül fel az azonos nevű öböl felett Nigrignanum erődje, melynek maradványai ma is láthatók. Az ásatások során pénzek, edények és más használati tárgyak mellett egy 1. századtól származó feliratos kőlap is előkerült, mely a IX. Triumfalis római légió i. e. 31-ben aratott győzelmére emlékezik. A római korban Kaštelir és Labinci Parentium (a mai Poreč) kolóniájához tartozott. Itt haladt át a Via Flavia nevű hadiút, mely Trieszt irányából a Mirna völgyén át Poreč és Póla felé vezetett. A Via Flavia közelében Dvori falu területén 1908-ban egy nagy méretű villa rustica (villagazdaság) épületének maradványait tárták fel a 2. századból. Az épületegyüttes egyik helyiségét a borivás római istenének Bacchusnak szentelték. Az erre emlékeztető feliratos követ a poreči múzeumban őrzik. Ókori leletek a község területének más részein is előfordulnak. A Mirna feletti Golaš nevű magaslaton ókori villa romjai, a Rogovićka nyugati oldalán és a Szent Mihály bencés kolostor közelében pedig ókori sírok kerültek elő. Mindez azt bizonyítja, hogy az Isztriának ez a része a római korban is sűrűn lakott volt. Nigrignanum erődje a Római Birodalom bukása után is fennmaradt. Előbb bizánci, majd frank uralom alatt állt. 929-ben a poreči püspökség birtoka lett és attól fogva gyakran változtak az urai, végül a 14. században a Velencei Köztársaság fennhatósága alá került. A 14. század végére azonban már minden kétséget kizáróan romokban állt. A folyamatos háborúk és járványok következtében lakossága nagyrészt kipusztult, a túlélők a Mirnától távolabbi, biztonságosabb helyen új települést alapítottak. A kipusztult lakosság helyére a velencei hatóságok Dalmáciából a török hódítás elől menekült horvátokat telepítettek. Ekkor keletkezett a környék több kis települése (Babići, Rojci, Roškići, Brnobići stb.) A betelepülők megőrizték ča nyelvjárásukat, glagolita írásbeliségüket és istentiszteleti szokásaikat. Ebből az időből származik az a labinci glagolita felirat, melyet a poreči múzeum őriz. A korai horvát jelenlétet igazolja a Nigrignanum erődje közelében a Mirna feletti fennsíkon található a kora középkori Szent Kereszt templom melletti óhorvát temető. A Szent Mihály bencés apátságban ugyancsak fennmaradt glagolita írásbeliség egy szép példája egy kézzel írt breviárium. Az apátság még a 9. században alapított kolostor templomáról kapta a nevét. Az apátságnak mára alig maradt felszíni nyoma, értékeit a labinci Keresztelő Szent János templomba vitték át. Nigrignanum hanyatlásával a plébánia székhelye is ide került át addig, amíg 1858-ban fel nem épült a kašteliri új plébániatemplom. 1797 a Velencei Köztársaság bukása után az Isztria francia, majd osztrák kézre került. A lakosság száma gyorsan növekedett és több szabadságjoggal is rendelkezett. 1892-ben Labinciban a régi egyházi iskola területén új olasz nyelvű iskola nyílt, 1896-ban pedig Kaštelirban nyílt meg a félsziget egyik első horvát iskolája. Néhány évvel később az olasz iskola új épületet kapott a két település határán, majd 1933-ban visszatért a régi helyére Labinci központjába. 1902-ben Labinciben olasz, 1909-ben Kaštalirben horvát fúvószenekar alakult. Az első világháború után a rapallói szerződés értelmében Isztria az Olasz Királysághoz került. A második világháború után Jugoszlávia része lett. A település Jugoszlávia felbomlása után 1991-ben a független Horvátország része lett. 1997-ben megalakult Kaštelir-Labinci község, melyet a két település földrajzi közelsége, közös történelmi múltja és szoros családi kötődései indokoltak. A községnek 2011-ben 1459 lakosa volt. Lakói  főként mezőgazdasággal, ezen belül szőlőműveléssel, olajbogyó termesztéssel és állattartással foglalkoznak.

## Nevezetességei
- Kaštelir Szent Kozma és Damján tiszteletére szentelt háromhajós plébániatemploma 1908-ban épült, 30 méter magas harangtornyát 1869-ben építették.
- Labinci Keresztelő Szent János tiszteletére szentelt háromhajós plébániatemploma a 17. században épült. A 18. és 19. században oldalhajókkal bővítették, 25 méter magas harangtornya 1837-ben épült.
- A Kaštelirből Labincibe menő út mellett áll a régi plébániatemplom, freskóit a 15. század elején festették.